# Red Road
Pour la bande dessinée, voir Red Road (bande dessinée).
Ne doit pas être confondu avec The Red Road.
Pour plus de détails, voir Fiche technique et Distribution.
Red Road est un film britannique écrit et réalisé par Andrea Arnold et sorti en 2006.
Premier long métrage d'Arnold (après son court métrage acclamé par la critique, Wasp), il fait partie de la sélection officielle du Festival de Cannes 2006 et a été récompensé par le Prix du Jury. La manière de filmer est largement inspirée du style du mouvement danois Dogme95 (lumière naturelle et caméra à l'épaule).

## Synopsis
Jackie est opératrice pour une société de vidéosurveillance. Ainsi, elle œuvre pour la protection d'une petite partie de la ville de Glasgow. Un jour, un homme apparaît sous ses yeux. Elle connaît cet homme et voulait ne plus le revoir. Aujourd'hui, elle doit y faire face.

## Fiche technique
- Titre : Red Road
- Réalisation : Andrea Arnold
- Scénario : Andrea Arnold, ainsi que Anders Thomas Jensen et Lone Scherfig pour les personnages
- Photographie : Robbie Ryan
- Montage : Nicolas Chaudeurge
- Décors : Helen Scott
- Costumes : Carole K. Millar
- Production : Carrie Comerford
- Sociétés de production : Advanced Party Scheme, Sigma Films et Zentropa Entertainments
- Format : Couleur - Son Dolby SR - 1,85:1 - 35 mm
- Pays d'origine : Royaume-Uni
- Langue originale : anglais
- Genre : Drame
- Tournage : Glasgow, Écosse
- Dates de sortie :
  -  Royaume-Uni : 27 octobre 2006
  -  France : 6 décembre 2006

## Distribution
- Kate Dickie : Jackie
- Tony Curran (VF : Boris Rehlinger) : Clyde
- Martin Compston (VF : Axel Kiener) : Stevie
- Natalie Press : April
- Andrew Armour : Alfred
- Paul Higgins : Avery

## Production

### La trilogie «Advance Party»
La trilogie Advance Party est un projet de création de trois films initié par Lars von Trier. Red Road, fait partie de celle-ci. Il suit donc ses règles, celle du Dogme : budget limité d'1,5 million d'euros, temps de tournage court (ici, six semaines), mêmes lieux, mêmes personnages. Elle est produite par la société Advanced Party Scheme.

## Distinctions

### Récompenses
- Festival de Cannes 2006 : Prix du jury
- Festival du film britannique de Dinard 2006 : Coup de cœur du jury
- Festival du film de Londres 2006 : Sutherland Trophy

- BAFTA Awards 2007 : Carl Foreman Award du nouveau venu le plus prometteur pour Andrea Arnold
- BAFTA Scotland Awards 2006 :
  - Meilleur film
  - Meilleur réalisateur pour Andrea Arnold
  - Meilleur scénario pour Andrea Arnold
  - Meilleur acteur dans un film écossais pour Tony Curran
  - Meilleure actrice dans un film écossais pour Kate Dickie
- British Independent Film Awards 2006 :
  - Meilleur acteur pour Tony Curran
  - Meilleure actrice pour Kate Dickie

### Nominations
- British Independent Film Awards 2006 :
  - Meilleur film
  - Meilleur second rôle pour Martin Compston
  - Douglas Hickox Award pour Andrea Arnold
- London Critics Circle Film Awards 2007 :
  - Meilleur film
  - Meilleur acteur pour Tony Curran
  - Meilleure actrice pour Kate Dickie
  - Meilleur nouveau venu britannique de l'année pour Andrea Arnold